# Фудбалска репрезентација Грузије
Фудбалска репрезентација Грузије je фудбалска селекција Грузије, под контролом Фудбалског савеза Грузије, која своје утакмице игра у такмичењима организованим од стране УЕФА-е и ФИФА-е. Репрезентација је настала након проглашавања независности Грузије и отцепљења од СССР.
Грузија се никад није квалификовала за Светско првенство, једном је наступила на Европском првенству (2024).

## Светска првенства
| Година       | Коло                  |
| ------------ | --------------------- |
| 1930 до 1994 | Није учествовала      |
| 1998 до 2022 | Није се квалификовала |
| Укупно       | 0/22                  |

## Европска првенства
| Година       | Коло                  |
| ------------ | --------------------- |
| 1960 до 1992 | Није учествовала      |
| 1996 до 2020 | Није се квалификовала |
| 2024         | Осмина финала         |
| Укупно       | 1/17                  |

### Лига нација
| Рекорди у УЕФА Лиги нација | Рекорди у УЕФА Лиги нација | Рекорди у УЕФА Лиги нација | Рекорди у УЕФА Лиги нација | Рекорди у УЕФА Лиги нација | Рекорди у УЕФА Лиги нација | Рекорди у УЕФА Лиги нација | Рекорди у УЕФА Лиги нација | Рекорди у УЕФА Лиги нација | Рекорди у УЕФА Лиги нација | Рекорди у УЕФА Лиги нација |
| Сезона                     | Лига                       | Група                      | ИГ                         | П                          | Н                          | И                          | ГД                         | ГП                         | П/И                        | Поз.                       |
| -------------------------- | -------------------------- | -------------------------- | -------------------------- | -------------------------- | -------------------------- | -------------------------- | -------------------------- | -------------------------- | -------------------------- | -------------------------- |
| 2018/19.                   | Д                          | 1                          | 6                          | 5                          | 1                          | 0                          | 12                         | 2                          | Раст                       | 40.                        |
| 2020/21.                   | Ц                          | 2                          | 6                          | 1                          | 4                          | 1                          | 6                          | 6                          | Same position              | 42.                        |
| 2022/23.                   | Ц                          | 4                          | 6                          | 5                          | 1                          | 0                          | 16                         | 3                          | Раст                       | 33.                        |
| Укупно                     | Укупно                     | Укупно                     | 18                         | 11                         | 6                          | 1                          | 34                         | 11                         |                            |                            |